# Kerkrade

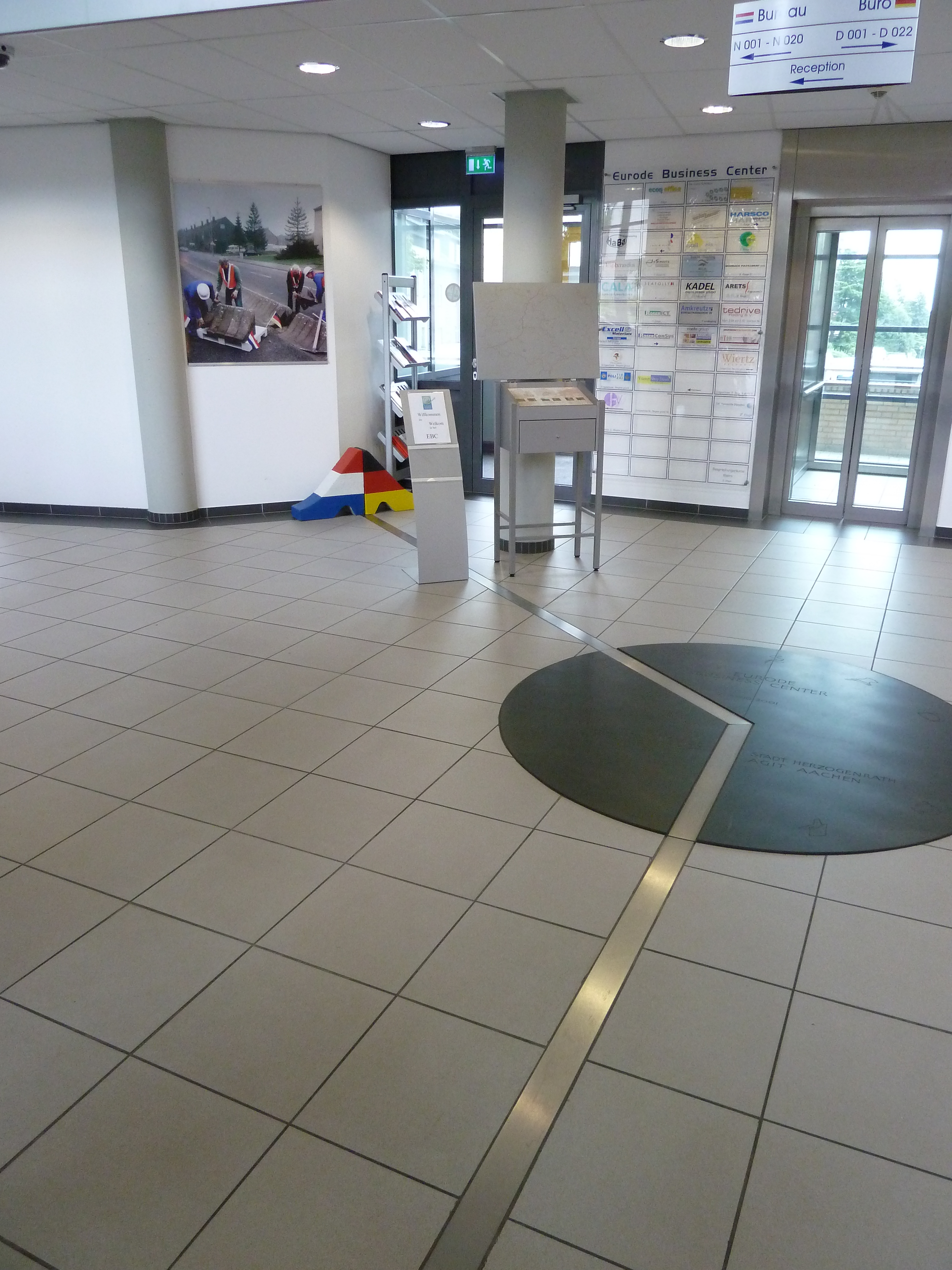
Gränsen mellan Nederländerna och Tyskland i Eurode Businesscenter i Kerkrade.

Kerkrade är en stad och kommun i sydöstra Nederländerna. Staden ligger i provinsen Limburg nära den tyska gränsen. Kommunens totala area är 22,17 km² (där 0,24 km² är vatten) och invånarantalet är 49 316 (2005).
Tidigare var kolbrytning en av de viktigaste näringsgrenarna. Brytningen började under 1700-talet när munkar började bryta kolen. När kolbrytningsindustrin blev större ökade invånarantalet i staden, särskilt när sydeuropéer bosatte sig i området. Efter 1960-talet stängdes alla gruvor i Limburg.

## Berömda personligheter från Kerkrade
- Ralf Krewinkel - borgmästare